# Davide Lufrano Chaves
Davide Lufrano Chaves (Prato, 4 aprile 1983 – Bologna, 26 dicembre 2013) è stato un chitarrista italiano, residente a Londra.
Conosciuto per le numerose collaborazioni con artisti italiani ed internazionali. Fra questi, il duo di chitarre De Fuego con la chitarrista ungherese Edina Balczo ed il gruppo Alejandro Toledo and the Magic Tombolinos. Questi ultimi hanno deciso di pubblicare il 1º gennaio 2014 il loro ultimo album intitolandolo ‘Davide Lufrano Chaves’, online gratuitamente sul sito di Toledo con un contributo volontario all'Ail – Associazione Italiana contro le Leucemie-Linfomi e Mieloma.

## Biografia

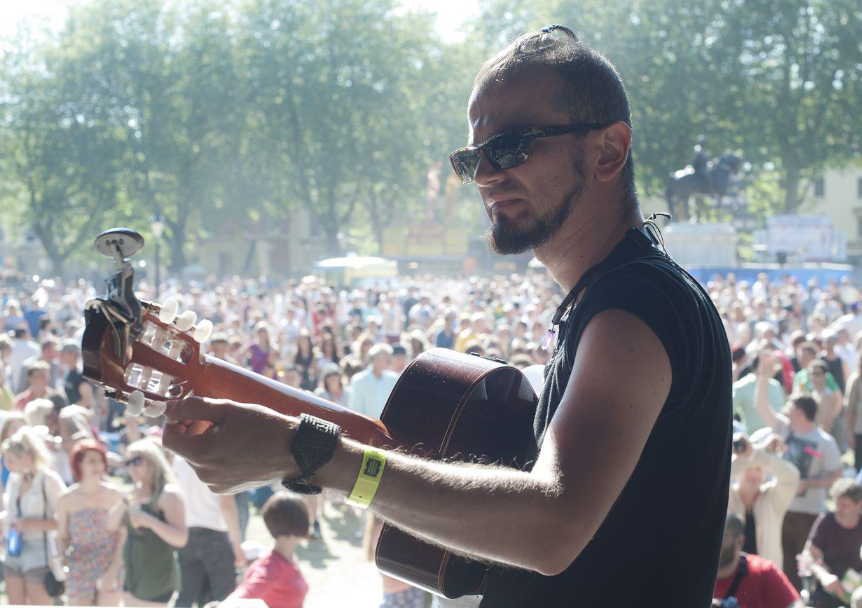
Lufrano Chaves suona nel Regno Unito, 2012

Di origini costaricane, nasce il 4 aprile 1983 a Prato in Italia. Comincia lo studio della musica ad 8 anni presso la scuola di musica Verdi di Prato, frequentando le classi di pianoforte classico, coro ed in seguito chitarra. Successivamente studia la chitarra flamenco con il maestro Juan Lorenzo e nel 2009 si diploma in chitarra classica come privatista al Conservatorio Puccini di La Spezia, studiando sotto la guida del maestro Carlo Mascilli Migliorini. Regolarmente iscritto alla SIAE (Società Italiana degli Autori ed Editori) e ENPALS (Ente Nazionale di Previdenza e di Assistenza per i Lavoratori dello Spettacolo). 
Nel 2009 si è trasferito a Londra, dove ha fondato con Edina Balczo il duo di chitarre De Fuego e ha lavorato in varie band inclusi Tango Porteño con il fisarmonicista Maurizio Pala e Gypsy Hill. Ha poi iniziato a lavorare alla scaletta della band multiculturale Alejandro Toledo and the Magic Tombolinos. Secondo Toledo, "Il suo contributo al suono transnazionale del gruppo ha portato ad un tipo di "post-world music" derivato dalle interpretazioni personali e dall'interazione con la musica del ricco ambiente cross-culturale di Londra." 
Durante il suo periodo all'estero ha svolto l'attività di insegnante di chitarra, pianoforte e teoria presso la rinomata Arts Academy di Londra e compositore e concertista per progetti musicali, collaborazioni e session works. Nella primavera del 2013 Davide Lufrano Chaves scopre di avere un mieloma multiplo e muore il 26 dicembre dello stesso anno.
In un articolo su Pratosfera, Davide ha descritto la sua frustrazione nel vivere e lavorare in Italia come musicista scrivendo anche che, per poter fare un tour in Italia, alla fine è dovuto andare a Londra. Nonostante questo ha enfatizzato la sua ammirazione per tutti coloro che rimangono nella propria nazione per migliorarla. Ha descritto Londra come un luogo "magico e frenetico" dove " il rispetto per il lavoro è tangibile".